# Bibliothèque nationale du Chili
La Bibliothèque nationale du Chili (en espagnol : Biblioteca Nacional de Chile) est aujourd'hui installée à Santiago du Chili dans un bâtiment inauguré en 1925.

## Histoire
Fondée par le décret du 19 août 1813 par José Miguel Carrera, la bibliothèque nationale est une des premières institutions créée par la toute nouvelle République du Chili. Le premier directeur, Manuel de Salas, est nommé en 1818.

La construction du bâtiment actuel en plein centre-ville est entamée en 1913 à l'occasion du centenaire de la République.

En 1929, la bibliothèque nationale est intégrée à la nouvelle Direction des bibliothèques, archives et musées.

## Statut et mission
Depuis 2018, la Bibliothèque nationale est un établissement public sous la tutelle du Service national du patrimoine culturel (Servicio Nacional del Patrimonio Cultural – SERPAT) du ministère de la Culture, des Arts et du Patrimoine. De 1929 à 2018, elle était sous la Direction des bibliothèques, archives et musées (DIBAM), en tant que département du ministère de l’Éducation.

La Bibliothèque nationale du Chili a pour mission de collecter, conserver et diffuser le patrimoine documentaire chilien afin de permettre l’accès à l’information et aux connaissances contenues dans ses collections à la communauté nationale et internationale.

## Collections
La Section chilienne comprend plus de 850 000 documents (400 000 titres).

Le Fonds général comprend 350 000 documents.

Le Fonds de périodiques comprend 100 000 documents.

## Activités de l'établissement

### Dépôt légal
La Bibliothèque nationale du Chili représente le principal centre de collecte et de préservation de la mémoire nationale. Avec la loi 19.773, titre II, articles 13 et 14, la Bibliothèque nationale constitue l’entité réceptrice du dépôt légal de toutes les impressions, les enregistrements sonores ou productions audiovisuelles ou électroniques réalisés dans le pays.

### Publications
La Bibliothèque nationale du Chili assure officiellement diverses publications :

#### Centro de Investigaciones Diego Barros Arana
A pour mandat d’effectuer des recherches dans diverses disciplines et de publier des ouvrages originaux et de grande importance. Nous y retrouvons plusieurs collections qui peuvent traiter sur de nombreux sujets tels que le folklore du Chili, les écrivains nationaux ou encore sur la société et la culture du pays.

#### Ediciones Biblioteca Nacional de Chile
Ont pour objectif central de récupérer le patrimoine bibliographique conservé par l'établissement et de le restituer aux citoyens, de manière organique, afin de former des citoyens informés et critiques.

#### Mapocho
Une revue fondée par Guillermo Feliú Cruz, ancien directeur du DIBAM, en 1963. Cette publication continue d’être publié deux fois par an et bénéficie de la collaboration d’auteurs des domaines des sciences humaines et sociales.

## La Bibliothèque nationale numérique du Chili
La proclamation de la fondation de la Bibliothèque nationale (en 1813) fait expressément allusion au fait que ce sera à travers cette établissement que les étrangers connaîtront le Chili. De nos jours, grâce à la technologie, cet objectif devient réalisable.
Dès 1984, la Bibliothèque nationale du Chili débute l’automation de son catalogue en plus de créer et coordonner le Réseau national d’information bibliographique (en espagnol : Red Nacional de Información Bibliográfica — RENIB), un réseau regroupant les bibliothèques les plus importantes du pays. En vue de son bicentenaire, en 2013, la Bibliothèque nationale créée la Bibliothèque nationale numérique du Chili. La migration du catalogue vers ce système informatisé assure le service de la Bibliothèque nationale à plus de 500 bibliothèques situées dans 15 régions du pays.
Cette bibliothèque numérique est fondée sur cinq piliers.

### Les cinq piliers

#### 1. Descubre
Le catalogue de la bibliothèque numérique où on retrouve plus de 1 100 000 notices. Le logiciel de gestion de collections numériques permet des recherches personnalisables pour les usagers.

#### 2. Memoria Chilena
Même si elle précède d’une douzaine d’années la bibliothèque numérique, la Mémoire chilienne se retrouve aujourd’hui dans la bibliothèque numérique. Cette plateforme a pour but de contribuer aux processus de connaissance, d’information et d’éducation de la population, en particulier des jeunes et des enfants, à travers la recherche, l’évaluation et la diffusion de patrimoine culturel via Internet.
La Mémoire chilienne a développé plusieurs projets dans le but de rejoindre un public large et diversifié : 
- Chile para Niños : une plateforme éducative avec des activités destinées aux jeunes, avec plus de 900 000 pages.

- Memoria Chilena para ciego : une version optimisée du site web qui rend accessible le contenu numérisé aux personnes non voyantes, notamment grâce à l’utilisation d’un logiciel de lecture d’écran.
- Memoria Educa : un programme pédagogique destiné aux enseignants et aux élèves de niveau primaire et secondaire, qui encourage l’utilisation des ressources numérisées de la Bibliothèque nationale en classe. On y présente des faits ou des caractéristiques de l’histoire chilienne à travers des dilemmes.

#### 3. Bibliothécaire en ligne
Offrir un service d’aide par des bibliothécaires en ligne.

#### 4. Visites virtuelles
Des visites virtuelles, avec vue à 360°, des pièces principales du bâtiment.

#### 5. Dépôt légal électronique
Une plateforme de dépôt légal électronique, avec son propre manuel et la mise en place de collections numériques. Cette manière de procéder permet de rendre rapidement accessibles les nouvelles œuvres chiliennes au public.

## Fréquentation
- La bibliothèque nationale a reçu 350 000 visiteurs en 2009.
- Le site internet a reçu 59 millions de visites la même année.

## Coopération et participation internationale
La Bibliothèque nationale participe activement à diverses instances de collaboration au niveau national et international.
Elle adhère notamment à l’Association des bibliothèques nationales ibéro (ABINIA) et son projet, la Bibliothèque numérique du Patrimoine ibéro-américain (BDPI), sans compter la Fédération internationale des associations et institutions de bibliothèques (IFLA) et le Consortium international pour la préservation de l'internet (IIPC).
Depuis 2009, la Bibliothèque nationale du Chili est partenaire collaborateur de la Bibliothèque numérique mondiale, une initiative de l’UNESCO et de la Bibliothèque du Congrès américain. La Bibliothèque nationale du Chili participe aussi à la bibliothèque virtuelle Clásicos del MERCOSUR.